# Newton (Iowa)
Newton és una població dels Estats Units a l'estat d'Iowa. Segons el cens del 2000 tenia 15.579 habitants.

## Demografia
Segons el cens del 2000, Newton tenia 15.579 habitants, 6.713 habitatges, i 4.269 famílies. La densitat de població era de 586,3 habitants/km².
Dels 6.713 habitatges en un 29,1% hi vivien nens de menys de 18 anys, en un 51,4% hi vivien parelles casades, en un 9,4% dones solteres, i en un 36,4% no eren unitats familiars. En el 32% dels habitatges hi vivien persones soles el 14,1% de les quals corresponia a persones de 65 anys o més que vivien soles. El nombre mitjà de persones vivint en cada habitatge era de 2,25 i el nombre mitjà de persones que vivien en cada família era de 2,84.
Per edats la població es repartia de la següent manera: un 23,6% tenia menys de 18 anys, un 7,6% entre 18 i 24, un 27,2% entre 25 i 44, un 22,3% de 45 a 60 i un 19,2% 65 anys o més.
L'edat mediana era de 39 anys. Per cada 100 dones de 18 o més anys hi havia 87 homes.
La renda mediana per habitatge era de 40.345 $ i la renda mediana per família de 49.977 $. Els homes tenien una renda mediana de 37.248 $ mentre que les dones 22.631 $. La renda per capita de la població era de 20.552 $. Entorn del 4,8% de les famílies i el 6,8% de la població estaven per davall del llindar de pobresa.

## Poblacions més properes
El següent diagrama mostra les poblacions més properes.